# Petr Šindler
Petr Šindler (9. května 1944 Dvůr Králové nad Labem – 11. listopadu 2019 Litomyšl) byl český geograf a vysokoškolský učitel, v letech 2000 až 2006 děkan Přírodovědecké fakulty Ostravské univerzity (PřF OU).

## Život
Narodil se v květnu 1944 ve Dvoře Králové nad Labem, kde v letech 1950 až 1962 ve městě studoval na základní a střední škole. V letech 1963 až 1968 absolvoval studium geografie na Přírodovědecké fakultě Univerzity Karlovy (PřF UK), v roce 1972 se po absolvování rigorózního řízení stal doktorem přírodních věd. V letech 1968 až 1981 byl výzkumným pracovníkem Výzkumného ústavu rozvoje oblastí a měst v Ostravě. V roce 1981 začal pracovat jako vysokoškolský učitel na Pedagogické fakultě v Ostravě.
V oboru socioekonomická geografie se stal kandidátem věd na Univerzitě Komenského v Bratislavě a na PřF UK se v roce 1990 habilitoval v oboru regionální geografie a v roce 1999 se na Ekonomické fakultě VŠB-TUO habilitoval navíc i v oboru ekonomie. V roce 1991 začal působit na Přírodovědecké fakultě Ostravské univerzity, kde řadu let vedl Katedru sociální a kulturní geografie. V říjnu 2000 se stal děkanem PřF OU, když ve funkci nahradil Ivana Křivého. Ve funkci setrval po dvě volební období do roku 2006, kdy jej ve funkci vystřídal Jiří Močkoř. Kromě toho působil Šindler ve vědeckých radách několika fakult vysokých škol a také na Ústavu geoniky Akademie věd České republiky.
V rámci své odborné činnosti se Šindler zabýval zejména regionální, sídelní, ekonomickou a politickou geografií. Od roku 1990 působil také jako člen České geografické společnosti, předtím byl již od konce 60. let členem Česko-slovenské geografické společnosti, ve které působil jako místopředseda jejího hlavního výboru a první předseda severomoravské pobočky organizace. V roce 2014 odešel ze zdravotních důvodů do důchodu a nadále působil jako čestný člen společnosti. Zemřel v listopadu 2019 v Litomyšli.